# لینک دانلود مستقیم
لینک دانلود مستقیم (DDL)، یا به سادگی دانلود مستقیم، اصطلاحی است که در اشتراک گذاری فایل مبتنی بر اینترنت استفاده می‌شود. از آن برای توصیف یک لینک استفاده می‌شود که به مکانی در اینترنت اشاره می‌کند که کاربر می‌تواند یک فایل را دانلود کند. هنگامی که در مکالمه استفاده می‌شود، لینک دانلود خود را از دیگر اشکال معماری دانلود نظیر به نظیر (P2P) متمایز می‌کند، زیرا از معماری سرویس گیرنده-سرور استفاده می‌کند، جایی که ۱۰۰ درصد فایل در یک سرور فایل واحد یا به صورت موازی در چندین سرور فایل در سراسرسرور فارم ذخیره می‌شود.
در ابتدا، P2P برای توزیع فایل‌های با اندازه بزرگ بدون نیاز به پهنای باند زیادی از سوی هر گره استفاده می‌شد. با این حال، به دلیل مشکلات اشتراک‌گذاری، مانند عدم وجود تورنت‌ها، محدود کردن پورت‌های اشتراک‌گذاری فایل یک گره توسط یک ارائه‌دهنده خدمات اینترنتی، یا شکایت‌های قضایی به دلیل آپلود مطالب دارای حق چاپ، دانلود مستقیم به یک جایگزین محبوب و قانونی در میان Leechers تبدیل شده است. همچنین در کسب و کارهایی که چندین گیگابایت پهنای باند و فضای ذخیره‌سازی رایگان ارائه می‌دهند، افزایش یافته‌است.

## براندازی سیاست‌های نگهدارنده سایت
دانلود مستقیم همچنین به معنای ارائه پیوندهای مستقیم در یک سایت است که در آن نگهبانان سایت اصلی کاربر را از دسترسی مستقیم به یک فایل منع می‌کنند. موانع معمولی عبارتند از:
- الزام کاربر برای ورود به سیستم قبل از ارائه پیوند به محتوای مورد نظر.
- استفاده از ECMAScript یا برنامه‌نویسی مشابه همراه با تغییر DOM به طوری که به جای کلیک کردن یا راست کلیک کردن مستقیم روی یک پیوند، دانلود را آغاز کنید.
- دانلود یک برنامه خرد ترامپولین که پس از اجرا، فایل کامل را دانلود می‌کند.
- دانلود یک برنامه «دانلود منیجر» که سپس فایل مورد نظر را دانلود می‌کند (که شبیه دانلود یک خرد است، اما برای بیش از یک فایل یا بسته از همان سایت استفاده می‌شود).

نگهبانان سایت ممکن است برای این موانع دلایل خوبی داشته باشند، مانند:
- قادر به اطلاع (ایمیل) کاربران از به روز رسانی‌های موجود به منظور کاهش زمان آسیب‌پذیری نرم‌افزار
- تلاش برای مقید کردن کاربر به یک توافق‌نامه قانونی (مجوز، شرایط استفاده، سیاست استفاده قابل قبول، و غیره) قبل از توزیع فایل‌ها یا نرم‌افزار (شکلی از قرارداد بسته‌بندی یا مرور مجوز بسته‌بندی)
- همیشه آخرین نسخه را دانلود می‌کنند و در نتیجه آسیب‌پذیری نرم‌افزار خود را کاهش می‌دهند
- کاهش پهنای باند اینترنت مورد نیاز خود تنها با انتقال فایل‌هایی که کاربر احتمالاً به آن نیاز دارد

با این حال، بسیاری از کاربران این کار را کاملاً غیر ضروری می‌دانند، زیرا آنها عموماً می‌دانند به چه چیزی نیاز دارند و نمی‌خواهند برای دریافت فایل مذکور از طریق مکانیزم‌های سایت (مانند پر کردن فرم‌ها) مراجعه کنند. همچنین ممکن است اشکالاتی در روش‌های تشخیص یا دانلود سایت (یا هر دو) وجود داشته باشد، بنابراین کاربر مجبور به دریافت مستقیم فایل می‌شود. مثال دیگر زمانی است که نگهدار سایت سعی می‌کند پلتفرم کاربر را شناسایی کند، و کاربر صرفاً از چیزی غیر از پلتفرم مورد نظر برای دانلود فایل استفاده می‌کند (به عنوان مثال، استفاده از سیستم مایکروسافت ویندوز برای دانلود یک برنامه لینوکس، جایی که همان برنامه برای هر دو پلت فرمساخته و ارائه شده).
بنابراین، برخی از کاربران ممکن است در سایت‌هایی غیر از سایتی که فایل‌های مورد نظر را ارائه می‌کند، همکاری کنند و URL‌هایی را که آنها شناسایی کرده‌اند برای فایل مورد نظر ارسال کنند؛ بنابراین، کاربری که یک فایل را می‌خواهد، مجبور نیست موانعی را که از طرف نگهبانان سایت اصلی با آن مواجه می‌شود، تحمل کند و به سادگی فایل را مستقیماً دریافت می‌کند.